# 메리 올리버
메리 올리버(Mary Jane Oliver, 1935년 9월 10일 ~ 2019년 1월 17일 )는 미국의 시인으로 내셔널 북 어워드와 퓰리처상을 수상했다.  헨리 데이비드 소로에 이은 자연을 소재로 많은 시를 창작하였다.
대표작으로는 《천 개의 아침》, 《완벽한 날들》, 《휘파람 부는 사람》, 《긴 호흡》등이 있다.